# Nautilocalyx bicolor
Nautilocalyx bicolor là một loài thực vật có hoa trong họ Tai voi. Loài này được (Hook.) Wiehler mô tả khoa học đầu tiên năm 1978.